# Viverravidae
Viverravidae é uma família conhecida por registros fósseis do Paleoceno Superior ao Eoceno Médio da América do Norte e Ásia.

## Classificação
A família Viverravidae juntamente com a Miacidae, formam a superfamília Miacoidea, que juntamente com a ordem Carnivora, compõem o clado Carnivoramorpha. Simpson (1945) considerava-a como uma subfamília dentro da Miacidae. McKenna e Bell (1997) a reconheceram como família distinta.
Flynn e Galiano (1982) e Flynn (1998) separam os gêneros Bryanictis, Didymictis, Intyrictis, Protictis, Protictoides e Raphictis em uma família distinta, a Didymictidae. Polly (1997) não reconhece esse novo clado, e reintegra à família Viverridae, todos os gêneros.
Polly (1997) reconhece 11 gêneros na família Viverravidae. O gênero Quercygale foi excluído por Van Valen (1967) e hoje faz parte da família Miacidae. O gênero Palaegale do Oligoceno da Europa, América do Norte e Ásia incluído por Hunt (1974), foi excluído por Simpson (1946) e de Bonis (1981) e hoje é considerado um mustelídeo primitivo e divergentemente especializado. Virtualmente todos os estudos sistemáticos são baseados em registros dentários (Gingerich e Winkler 1985).
- Gênero Raphictis Gingerich e Winkler, 1985
  - Raphictis gausion Gingerich e Winkler, 1985 [Paleoceno Superior - América do Norte - Wyoming]
- Gênero Didymictis Cope, 1875
  - Didymictis protenus (Cope, 1874) [Eoceno Inferior - América do Norte - Novo México]
  - Didymictis leptomylus Cope, 1880 [Eoceno Inferior - América do Norte - Wyoming]
  - Didymictis proteus Simpson, 1937[1] [Eoceno Inferior - América do Norte - Wyoming]
  - Didymictis dellensis Dorr, 1952[2] [Paleoceno Superior/Eoceno Inferior - América do Norte - Wyoming]
  - Didymictis vanclevae Robinson, 1966 [Eoceno Médio - América do Norte - Colorado]
  - Didymictis altidens Cope, 1880 [Eoceno Inferior e Médio - América do Norte - Wyoming e Colorado]
- Gênero Bryanictis MacIntyre, 1966[3]
  - Bryanictis microlestes (Simpson, 1935) [Paleoceno Médio - América do Norte - Montana e Wyoming]
  - Bryanictis paulus Meehan e Wilson, 2002 [Paleoceno Médio - América do Norte - Novo México]
- Gênero Intyrictis Gingerich e Winkler, 1985
  - Intyrictis vanvaleni (MacIntyre, 1966) [Paleoceno Médio - América do Norte - Novo México e Wyoming]
- Gênero Protictis Matthew, 1937[4]
  - Protictis haydenianus (Cope, 1882) [5] [Paleoceno Médio - América do Norte - Novo México, Utah, Wyoming e Montana]
  - Protictis paralus Holtzman, 1978 [Paleoceno Superior - América do Norte - Wyoming, Dakota do Norte e Alberta]
  - Protictis agastor Gingerich e Winkler, 1985 [Paleoceno Superior - América do Norte - Wyoming]
  - Protictis simpsoni Meehan e Wilson, 2002 [Paleoceno Médio - América do Norte - Novo México]
  - Protictis minor Meehan e Wilson, 2002 [Paleoceno Médio - América do Norte - Novo México]
- Gênero Protictoides Flynn e Galiano, 1982[6]
  - Protictoides aprophatos Flynn e Galiano, 1982 [Eoceno Médio - América do Norte - Wyoming]
- Gênero Simpsonictis MacIntyre, 1962[7]
  - Simpsonictis jaynanneae Rigby, 1980[8] [Paleoceno Médio - América do Norte - Wyoming]
  - Simpsonictis pegus Gingerich e Winkler, 1985 [Paleoceno Médio - América do Norte - Wyoming e Alberta]
  - Simpsonictis tenuis (Simpson, 1935) [Paleoceno Médio - América do Norte - Wyoming, Montana e Alberta]
- Gênero Ictidopappus Simpson, 1935
  - Ictiopappus mustelinus Simpson, 1935 [Paleoceno Médio - América do Norte - Montana]
- Gênero Pristinictis Fox e Youzwyshyn, 1994
  - Pristinictis comata Fox e Youzwyshyn, 1994 [Paleoceno Superior - América do Norte - Alberta]
- Gênero Viverravus Marsh, 1872[9]
  - Viverravus gracilis Marsh, 1872 [Eoceno Médio - América do Norte - Wyoming, Utah e Colorado]
  - Viverravus acutus Matthew e Granger, 1915 [Eoceno Inferior - América do Norte - Wyoming e Colorado]
  - Viverravus politus Matthew e Granger, 1915[10] [Paleoceno Superior/Eoceno Inferior - América do Norte - Wyoming e Colorado]
  - Viverravus laytoni (Gingerich e Winkler, 1985) [11] [Paleoceno Superior - América do Norte - Wyoming]
  - Viverravus rosei Polly, 1997 [Eoceno Inferior - América do Norte - Wyoming]
  - Viverravus lutosus Gazin, 1952 [Eoceno Inferior e Médio - América do Norte - Wyoming e Colorado]
  - Viverravus minutus Wortman, 1901 [Eoceno Médio - América do Norte - Wyoming, Nevada, Utah e Colorado]
  - Viverravus sicarius Matthew, 1909 [Eoceno Médio - América do Norte - Wyoming, Colorado e Utah]
  - ?Viverravus vulpinus (Marsh, 1872) [12]
  - ?Viverravus nitidus Marsh, 1972 (nomen vanum)
- Gênero Pappictidops Qiu e Li, 1977
  - Pappictidops orientalis Qiu e Li, 1977 [Paleoceno Superior - Ásia - Shanghuan, Qianshan Basin, China]
  - Pappictidops acies Wang, 1978 [Paleoceno Superior - Ásia - Shanghuan, Nanxiong Basin, China]
  - Pappictidops obtusus Wang, 1978 [Paleoceno Superior - Ásia - Shanghuan, Nanxiong Basin, China]

## Ligações Externas
- Imagem de uma mandíbula de Viverravus acutus (BBC News)
- Imagem de um crânio de Viverravus acutus (ScienceDaily)